# Johann Ludwig Trepulka
Johann Ludwig Trepulka (* 19. August 1903 in Wien; 1945 verschollen in Danzig) war Komponist und Pianist.

## Leben
Johann Ludwig Trepulka studierte in Wien Violine, Klavier und Dirigieren und schloss 1923 mit einem Klavierexamen ab. Er war Schüler von Josef Matthias Hauer. Am 25. Februar 1940 beantragte er die Aufnahme in die NSDAP und wurde am 1. April aufgenommen (Mitgliedsnummer 7.972.993). Seit 1940 war er in Krakau am Staatstheater angestellt. Hier komponierte er diverse Bühnenmusiken, die jedoch verschollen sind. Ende 1944 wurde er zur Wehrmacht eingezogen und ist seit Februar 1945 im Landkreis Danzig vermisst.

## Werke
- 1922 "Licht und Finsternis" Sinfonische Messe für Orgel, Orchester und Chor
- 1924 op. 2 Klavierstücke mit Überschriften nach Worten von Nikolaus Lenau
- ca. 1924 "Und Nebel steigen, die dort schliefen. (Lenau)" für Klavier
- ca. 1937 op. 12 "Die Göttliche" Sinfonische Dichtung für großes Orchester
- 1940 Variationen für Orchester über ein eigenes Thema